# Montceaux-lès-Provins
Montceaux-lès-Provins ist eine französische Gemeinde im Département Seine-et-Marne in der Île-de-France. Sie gehört zum Kanton Provins im gleichnamigen Arrondissement. Nachbargemeinden sind Saint-Martin-du-Boschet im Norden, Courgivaux im Nordosten, Saint-Bon und Bouchy-Saint-Genest im Südosten, Villiers-Saint-Georges im Südwesten und Sancy-lès-Provins im Westen. Im Jahr 2014 zählte der Ort 345 Einwohner.

## Sehenswürdigkeiten
- Kirche Saint-Germain, Monument historique (siehe auch: Liste der Monuments historiques in Montceaux-lès-Provins)
- Priorat Saint-Léonard

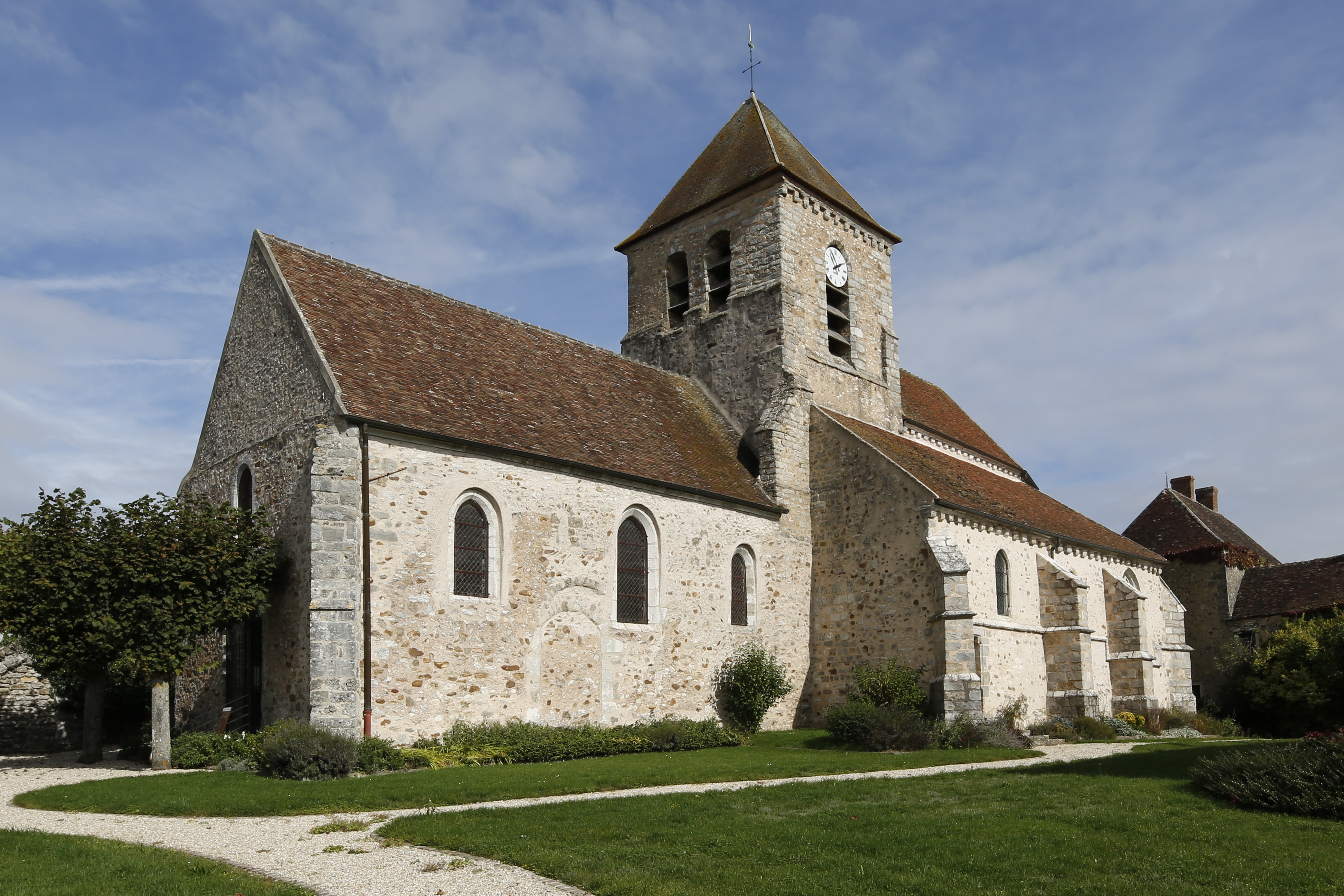
Kirche Saint-Germain
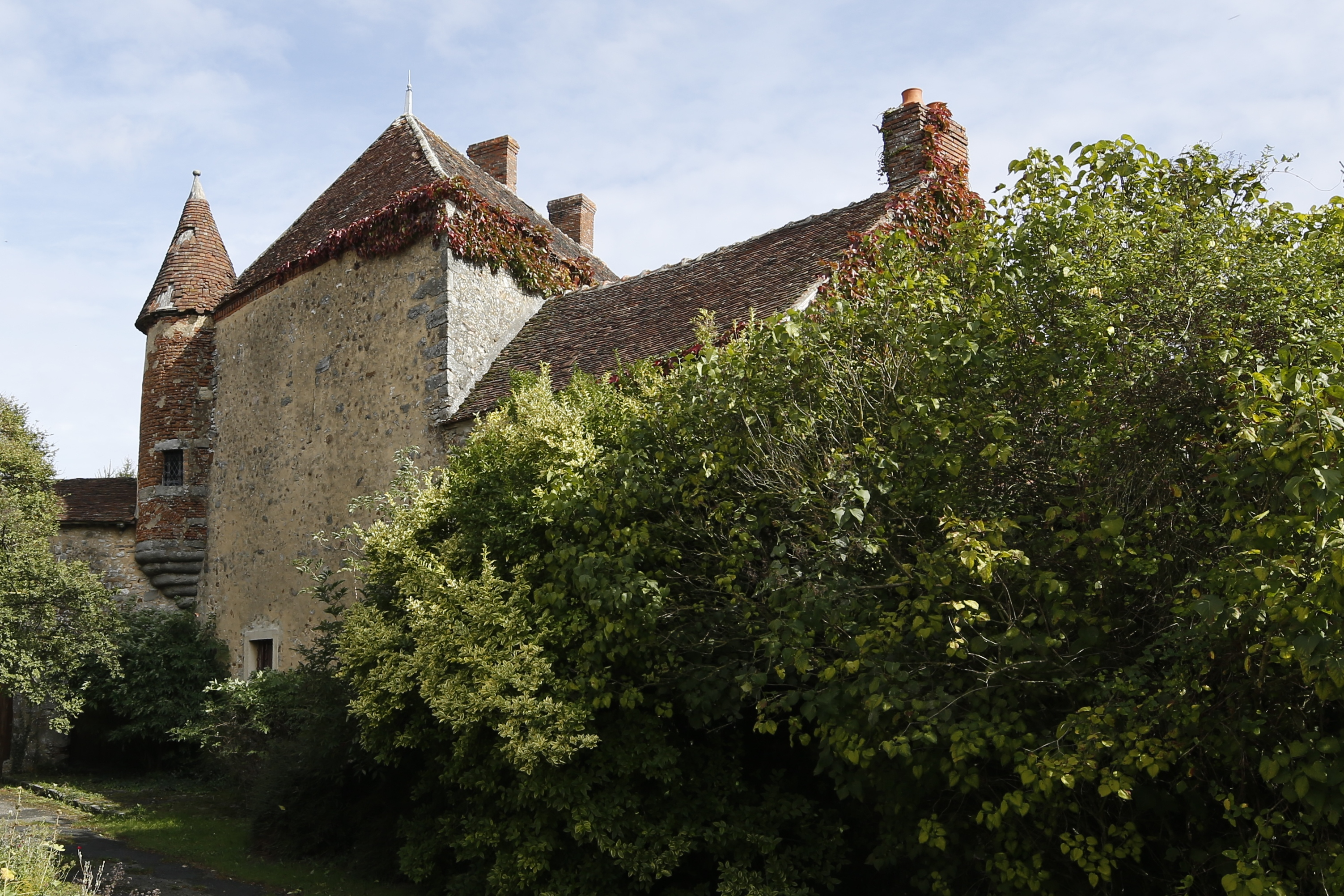
Priorat Saint-Léonard